# Shen Kuo
Shen Kuo (ur. 1031, zm. 1095) – chiński urzędnik z okresu dynastii Song i uczony. Zajmował się m.in. astronomią, matematyką, kartografią, filozofią, ekonomią, botaniką, poezją i muzyką.
W Mengxi Bitan (梦溪笔谈) z ok. 1088 opisał kompas magnetyczny i jego zastosowania w kartografii; była to pierwsza wzmianka o tym urządzeniu.